# Troilus und Cressida

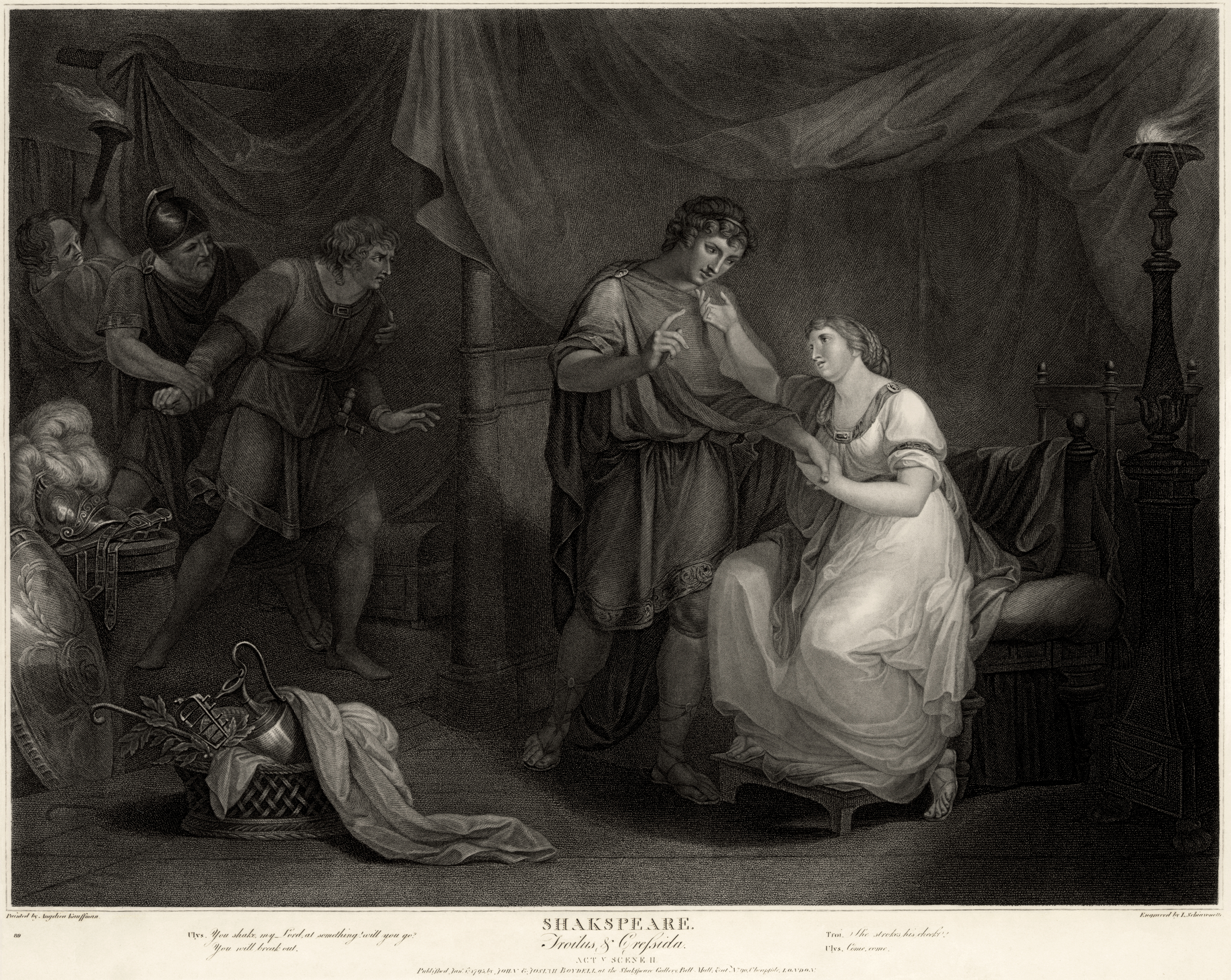
Troilus und Cressida, Akt V. Szene 2. Stich nach einem Gemälde von Angelika Kauffmann

Troilus und Cressida (frühneuenglisch The Historie of Troylus and Cresseida) ist ein Drama von William Shakespeare. Es handelt von der Liebe des Troilus, des Sohnes von König Priamos, zu Cressida, der Tochter des Priesters Kalchas. Das Stück spielt zur Zeit des Trojanischen Krieges in Troja. Es wurde im Februar 1603 im Stationers’ Register eingetragen und erschien 1609 erstmals als Quarto im Druck. Frühe Aufführungen sind nicht belegt. Die Geschichte aus Homers Ilias war Shakespeare in Form von Chaucers Versdichtung Troilus and Creseyde von 1385 bekannt. Zusammen mit Ende gut, alles gut und Maß für Maß wird es nach der Definition des Literaturwissenschaftler Frederick S. Boas zu den sogenannten „Problemstücken“ gezählt.

## Handlung
Textgrundlage für die Darstellung der Handlung sind die beiden zweisprachigen deutschen Übersetzungen von Werner Brönnimann und Frank Günther. Der Text der deutschen Studienausgabe beruht in der Regel auf dem The Complete Pelican Shakespeare. Die dtv-Ausgabe folgt der zweiten Ardenausgabe.

### Akt 1
[Szene 1] Die Eröffnungsszene ist in Troja. Troilus hat seine Waffen angelegt, um an den Kämpfen vor den Toren der Stadt teilzunehmen, ist aber unentschieden und will lieber zu Hause bleiben. Er bittet Pandarus, der ihn begleitet, seinen Schildknecht zu rufen, um die Rüstung wieder abzulegen. Er hat nämlich keine Lust zu kämpfen und sehnt sich nach der schönen Cressida. Pandarus beherbergt seine Nichte, denn ihr Vater Kalchas hat die Niederlage der Trojaner vorhergesagt und ist beizeiten ins Lager der Griechen übergelaufen. Ganz im Gegensatz zu seinem Bruder, dem Seher, ist Pandarus ein Spötter und macht sich auch gleich mit obszönen Bemerkungen über die Verliebtheit von Troilus lustig. Der sorgt sich außerdem, dass sein Vater Priamus – der König von Troja – und seine älteren Brüder, vor allem aber der tapfere Hektor, ihn missachten. Als die Trompeten schließlich zum Angriff blasen, hat Pandarus genug von dem Gejammer des verliebten Troilus und verabschiedet sich. In einem Monolog beklagt sich Troilus erneut über sein Schicksal – er hält den Kriegsgrund für nichtig: Helena täglich mit dem Blut trojischer Krieger zu schminken sei ein zu magerer Anlass ein Schwert zu führen. Als der Heerführer Äneas erscheint und berichtet, dass Paris – der bekanntlich die schöne Helena den Griechen geraubt hat – verwundet wurde und sich gleich wieder vom Kampf verabschiedet hat, lässt Troilus sich überreden – so feige wie Paris will er nun doch nicht sein – und folgt dem Heerführer ins Getümmel: "Dann treiben wir's halt draußen".
[Szene 2] Inzwischen ist ganz Troja auf den Beinen. Niemand will sich das Spektakel des Krieges entgehen lassen. Cressida und ihr Diener Alexander begegnen Priamus' Gattin, der Königin Hekuba, die sich zusammen mit ihrer Schwiegertochter Helena zum Ostturm aufmacht, von wo das Schlachtfeld am besten zu überblicken ist. Man ist besorgt, denn Hektor hat – als tät Bauernfleiß auch Not im Krieg – bereits im Morgengrauen herumgetobt, seine Gattin Andromache angeschrien, den Schildknecht geschlagen und ist vor die Tore der Stadt gerannt, um – wenn er schon keine Griechen findet – wenigstens die Blumen zu zertrampeln. Alle Welt kennt den Grund: am Vortag hat der tumbe Ajax, der irgendwie weitläufig mit Hektor verwandt ist, diesen im Kampf umgerempelt. Das hat der tapfere Held nicht überwunden und deshalb vor Wut die ganze Nacht nicht geschlafen. Während man dem Treiben vor der Stadt zuschaut, kommt auch Pandarus herbei und verwickelt seine Nichte in ein anzügliches Gespräch über die Vorzüge der Krieger, denen man gerade bei Ihrem Handwerk zusieht. Cressida ist ja schon heimlich in Troilus verliebt, aber ihr Onkel, der Kuppler, will keine Gelegenheit verpassen, die Vorzüge des jüngsten Königssohns zu preisen: Helena hätte seinen Teint als blasser befunden als den von Paris und ihn mit ihrer fabelhaften lilienweißen Hand das Kinn gekitzelt, um die spärlichen Barthaare zu zählen – es waren einundfünfzig. Aber als sie bei der Gelegenheit ein weißes Haar fand, hätten sogar Hekuba und Kassandra Tränen gelacht, als Troilus meinte, das weiße Haar wäre sein Vater Priamus und die fünfzig blonden Haare seine Söhne. Das war Helena dann doch peinlich, und auch Paris fand es nicht mehr amüsant. Inzwischen genießt die Menge die Rückkehr der kriegerischen Troer – hier ist ein fabelhafter Platz, hier sehen wir am schönsten... – und Pandarus wird seiner Nichte die Parade kommentieren. Zuerst kommen die Heerführer zurück: Äneas ist die Blüte Trojas und Antenor hat einen messerscharfen Verstand. Dann die Königssöhne: Hektor ist ein Kerl – schau mal die vielen Beulen an seinem Helm!... – Paris ein Prachtstück, Helenus kämpft so recht und schlecht. Als Cressida fragt, welcher Stiesel denn da vorbeischlurft, lobt Pandaraus den lahmen Burschen über den Klee, ein Ritter aller Ritter, sein Helm zerhackter als der von Hektor und wie er geht er mit seinen dreiundzwanzig Jahren ganz fabelhaft: Weiter so, Troilus, weiter so!. Beim Auftritt der gewöhnlichen Soldaten – Esel, Narren, Trottel... – erkundigt sich Cressida neugierig nach Achilles, dem griechischen Helden, den ihr Onkel ungerührt als Fuhrknecht und Dromedar abfertigt. Strammheit, Bildung, Jugend, das sei die Würze des Mannes. Ein Stichwort, zu dem der Schönen nur eine Wurstpelle einfällt. Inzwischen hat Troilus einen Pagen geschickt, der Pandarus zu ihm bittet, und Cressida sinniert darüber, ihre Verliebtheit nicht zu zeigen: Genuß liegt nur im Sehnen.
[Szene 3] Im Lager der Griechen herrscht Ratlosigkeit. Der Feldzug geht ins siebte Jahr, kein Ende und schon gar kein Erfolg ist abzusehen. Man sitzt im Zelt des Anführers der Invasoren und in hohen Worten verklärt Agamemnon das Kriegsunglück zur protrahierten Prüfung der Götter, denn des Menschenstoffes Feingehalt zeige sich im Glücksstand nie und der weise Nestor beschwört den Sturm des Schicksals in dem das Mutige wächst. Ulysses ist damit nicht einverstanden. Troja wäre schon längst gefallen, hätten die Griechen nicht das Grundgebot des Herrschens mißachtet. Disziplinlosigkeit und Autoritätsverlust stellen das Unternehmen in Frage. Achill liegt den ganzen Tag mit seinem Geliebten Patroklus im Lotterbett. Beide machen unflätige Scherze und äffen wie in einer Schmierenkomödie die Herrscher nach. Damit stecken sie alle anderen an – Ajax lästert auch schon ungehemmt – und der Deckskerl Thersites treibt es mit seiner Hetzerei auf die Spitze. Ein Trompetensignal unterbricht die Beratung – Menelaus wird rausgeschickt nachzusehen – denn Äneas, Prinz und Herold der Troer wartet vor dem Zelt und will gefahrlos mit einer Botschaft vor die Augen von König Agamemnon treten. Der Prinz der Troer überbringt dem Gott im Amt Hektors Herausforderung und Agamemnon lädt den noblen Feind zum Mahl. Zurück bleiben der listenreiche Ulysses und der an Bejahrtheit höchstehrwürdige Nestor. Ulysses hat einen Plan: Zwar fordert Hektor – ohne dass Äneas dies ausdrücklich gesagt hätte – offensichtlich Achill heraus, aber dieser Faulpelz muss erst zum Kämpfen aufgescheucht werden. Deshalb soll mit einem Trick der Hohlkopf Ajax für den Zirkuskampf ausgelost werden; die beiden „Bullenbeißer“ werden sich dann schon zanken, wenn erst ihr Stolz herausgefordert wird.

### Akt 2
[Szene 1] Die erste Szene spielt im Lager der Griechen. Ajax will von Thersites wissen, was der Inhalt der neusten Verlautbarung sei – vielleicht weil er nicht lesen kann. Aber Thersites beschimpft ihn nur als neidgeiles Abortloch. Als der Streit in eine wilde Prügelei eskaliert, werden die beiden von Patroklus getrennt, der mit seinem Geliebten hinzutritt. Das undankbare Schandmaul hat aber für Achill's Schnuckelschoßhündchen auch kein gutes Wort übrig. Die Muskelprotze bleiben am Ende ratlos zurück, denn es wird gelost, wer zum Zweikampf mit Hektor antreten darf. Den Anlass hat jedoch keiner der drei so recht verstanden: Sie haben wirklich nicht genug Hirn, um Helenas Nadelöhr zu stopfen.
[Szene 2] In Ilions Mauern beraten der hohe Priam und seine Söhne die Lage. Nestors Angebot, den Krieg zu beenden, indem Helena ausgeliefert wird, steht zur Diskussion. Hektor unterstützt zu Beginn der Debatte den Vorschlag Nestors. Troilus protestiert, dies sei unehrenhaft. Aber Hektor wirft seinem kleinen Bruder Unvernunft vor und schließt, Helena sei die Verluste des Krieges nicht wert: Götzendienst ist das, wenn der Gottesdienst mehr zählt, als der Gott. Troilus lange Entgegnung wird von Kassandras Klage unterbrochen: Helena, das heißt Weh: Weint, weint! Denn Troja brennt, sagt ihr nicht: "Geh!"

### Akt 3–5
In Troja bringt Pandarus Cressida zu Troilus; die beiden umarmen einander und schwören einander ewige Liebe und Treue. Doch alles kommt anders als geplant. Antenor, ein trojanischer Heerführer, wird von den Griechen gefangen genommen. Kalchas bringt Agamemnon dazu, Antenor gegen Cressida auszutauschen. Agamemnon und auch die Trojaner gehen darauf ein und Cressida verlässt des Priamos Stadt mit dem Versprechen, Troilus treu zu bleiben.
Im griechischen Lager wird Cressida auf Ulysses’ Vorschlag von allen griechischen Führern geküsst, nicht jedoch von Ulysses selbst, der hinterher erklärt, sie sei eine tugendlose Frau. Ajax und Hektor kämpfen eine Zeitlang miteinander; da sie aber Verwandte sind, beenden sie den Kampf einvernehmlich mit einem Unentschieden. Im Anschluss an das im griechischen Lager stattfindende Fest macht sich der griechische Heerführer Diomedes zu Cressida auf; Ulysses und Troilus folgen ihm heimlich, nachdem Troilus ihn bestochen hat. Cressida verspricht Diomedes, im Zelt auf ihn zu warten, bis er zurückkommt. Troilus, der die Untreue der Geliebten von außerhalb des Zeltes erlebt, ist zutiefst verletzt. Nur weil er durch Ulysses zurückgehalten wird, zeigt er sich nicht. Als Hektor sich am nächsten Tag zum Kampf rüstet, warnen ihn seine Frau Andromache und seine Schwester Kassandra vergeblich; beide haben Träume gehabt, in denen Hektors Tod prophezeit wurde. Im Kampfgeschehen fällt Patroklus auf Seiten der Griechen; daraufhin tritt Achilles in den Kampf ein. Als Hektor gegen Ende der Auseinandersetzungen bereits seinen Helm abgenommen hat, wird er von Achilles’ Myrmidonen umstellt und niedergemetzelt. Das Drama endet mit einem immer noch tief verletzten Troilus, der den Kuppler Pandarus für all die Schmach, die er mit der untreuen Cressida ertragen musste, verantwortlich macht.

## Literarische Vorlagen und kulturelle Bezüge
Die Belagerung Trojas gehörte um 1600 zu den beliebten literarischen Stoffen in England und zählte für die Zeitgenossen Shakespeares zu den wichtigsten Begebenheiten der Weltgeschichte. Eine Fülle von Anspielungen im Gesamtwerk Shakespeares zeigen, dass Shakespeare von der allgemeinen Bekanntheit dieses Erzählstoffes ausgehen konnte. Darüber hinaus sind aus den Aufzeichnungen von Philip Henslowe zwei nicht mehr erhaltene Dramen zu diesem Thema bekannt.
Übersetzungen der Ilias kursierten im elisabethanischen England in griechischen, lateinischen und französischen Übersetzungen; zudem lag mit George Chapmans erstem Teil der Homerausgabe eine englische Fassung vor. Shakespeare kannte möglicherweise die Ilias-Übersetzung seines Zeitgenossen und Dichterrivalen Chapman und zog sie vermutlich für einige Details seines Werkes heran, griff aber unverkennbar in wesentlichen Bereichen auf die mittelalterliche und nachmittelalterliche Überlieferungstradition zurück.
Die beiden Handlungsstränge von Troilus and Cressida, die Liebesgeschichte um die Titelfiguren und die Kriegshandlung hauptsächlich um Hektor, Ajax und Achill, haben jedoch einen völlig unterschiedlichen Ursprung. Während die Kriegshandlung antiker Herkunft ist und zum Kernbestand der Trojasage in den homerischen Epen, vor allem der Ilias, zählt, gehört die Geschichte von Troilus und Cressida zum Erzählgut des Mittelalters.
Sie entstammt nicht der griechischen Mythologie, sondern gehört zu den beim mittelalterlichen Weitererzählen des populären Stoffes hinzuerfundenen Erzählmotiven. Zum ersten Mal überliefert ist diese zusätzliche Geschichte als mittelalterliche Ergänzung bei Benoît de Sainte-Maure in seinem Roman de Troie, der für den Hof des Königs Henry Plantagenet als eine Art Fürstenspiegel verfasst war. Benoît benutzte seinerseits Geschichten von Dictys Cretensis und Dares Phrygius aus spätrömischer Zeit, die sich um den Ilias-Stoff ranken. Der Roman de Troie war eine Quelle für Boccaccios „Il Filostrato“, der seinerseits die Hauptquelle für Chaucers Dichtung „Troilus and Criseyde“ (um 1380) war; Chaucers Werke kannte Shakespeare sehr gut. Weitere Fassungen des Stoffs, wie John Lydgates „Troy Book“ und Caxtons „Recuyell of the Historyes of Troye“, waren zur Zeit Shakespeares in England im Umlauf und ihm wahrscheinlich bekannt.
In den Überlieferungen in der mittelenglischen Literatur wurde der Stoff dabei einerseits in höfisch-ritterlicher Form dargestellt, andererseits aber zunehmend in negativ-kritischer Weise umgeformt. Vor allem das Bild Cressidas änderte sich im Verlauf des 16. Jahrhunderts, sodass Troilus und Cressida um die Jahrhundertwende zu Inbegriffen von Treue und Falschheit geworden waren und der Name Pandarus sogar als Synonym für Kuppler („pander“) verwendet wurde.
Shakespeares Gestaltung der Ereignisse und Figuren steht dementsprechend in einer längeren Tradition der Um- und insbesondere Abwertung des Erzählstoffes. Nahezu alle Figuren erweisen sich auf dem Hintergrund ihres legendären Rufes ihrer Reputation als unwürdig. In seinem Drama intensiviert Shakespeare jedoch nicht einfach diese negativen Tendenzen, sondern verknüpft widersprüchliche Charakterisierungen, um seine dramatischen Figuren auf diese Weise für das zeitgenössische Publikum interessant und aktuell erschließbar zu gestalten.
Die kritische Darstellung der Welt der Trojaner in dem Drama kann im politischen Kontext der elisabethanischen Zeit darüber hinaus als Ausdruck der Skepsis Shakespeares an den imperialen Ansprüchen des frühzeitlichen Englands verstanden werden, da Troja im damaligen England als antiker Herrschaftssitz für die Zeitgenossen positive Konnotationen hatte.

## Datierung

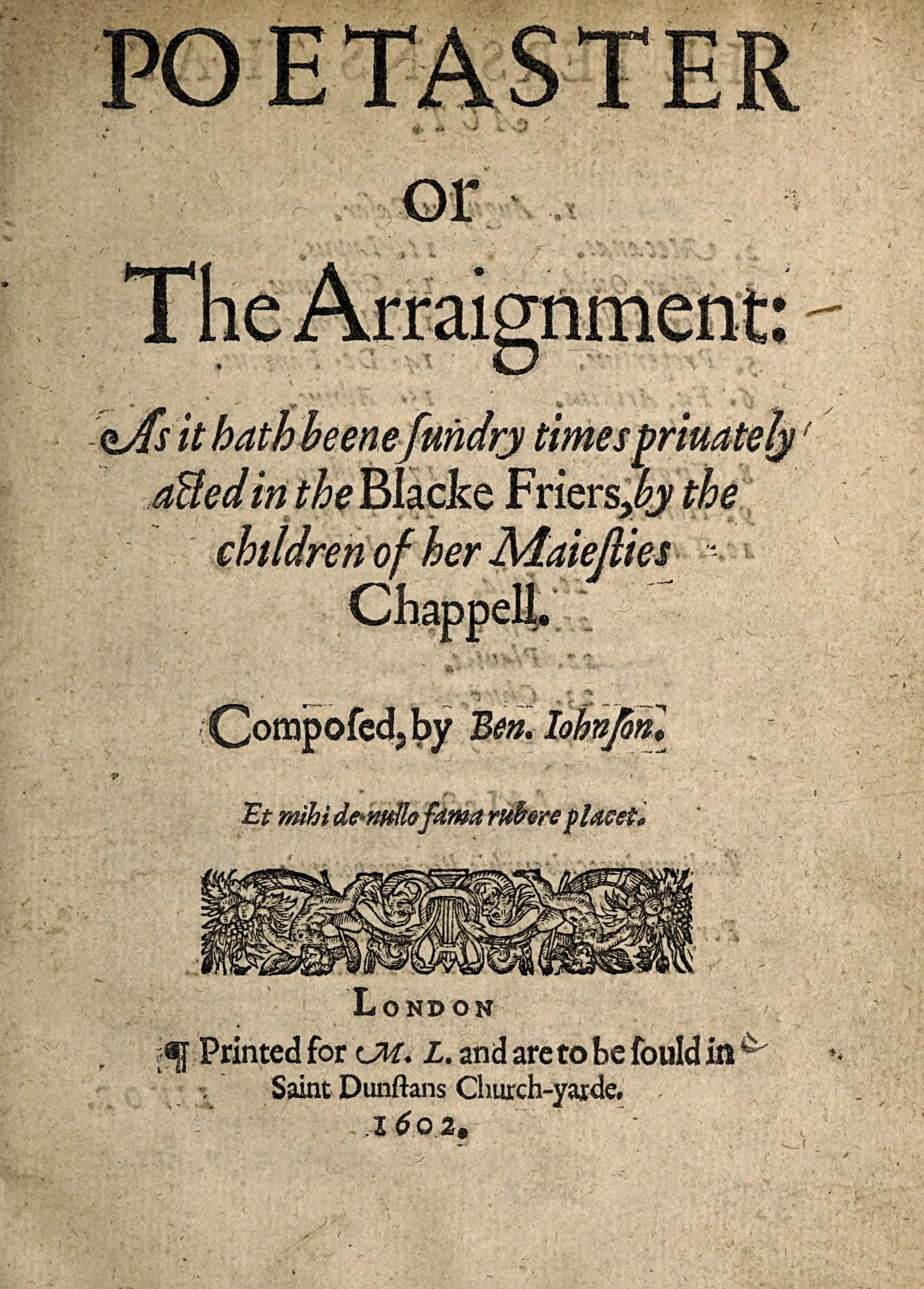
Ben Jonson's The Poetaster.

Die Werkentstehung wird auf den Zeitraum zwischen 1598 und 1603 datiert. Als wahrscheinlichstes Abfassungsjahr gilt 1602. Wenn man von einer größeren Unsicherheit in der Beurteilung der Indizien ausgeht, wird der Zeitraum zwischen 1601 und 1602 angenommen. Sofern Shakespeare die erste Fassung von Chapmans Homerübersetzung verwendet hat, ist der früheste mögliche Zeitpunkt (Terminus post quem) für den Beginn der Arbeit an Troilus und Cressida das Jahr 1598. Für einen sehr späten Abschluss der Arbeiten an Troilus and Cressida wird die Vermutung in Anschlag gebracht, dass das Werk kurz vor einer eventuellen Aufführung noch hastig umgearbeitet wurde, was zu Inkonsistenzen in der Darstellung der Figur des Ajax geführt haben könnte.
Die wichtigsten Hinweise für eine Abfassungszeit um 1601/1602 beziehen sich auf Anspielungen auf das Werk in verschiedenen zeitgenössischen Schauspielen. Im Prolog von Troilus and Cressida finden sich Anspielungen auf den Prolog von Ben Jonsons The Poetaster. Dieses Schauspiel wurde am 21. Dezember 1601 im Stationers’ Register eingetragen und erschien 1602 im Druck. Am 11. August 1602 wurde im Hauptbuch der Stationer ein Schauspiel über das Leben von Oliver Cromwell eingetragen, in dem es einen Hinweis gibt auf die Ermordung Hectors durch die Myrmidonen. Eine Rede in Thomas Middletons und Thomas Dekkers The Family of Love (aufgeführt frühestens um 1602) parodiert Ulysses berühmten discourse on degree. In dem John Day zugeschriebenen dritten Teil der Parnassus plays ("The Return from Parnassus: Or the Scourge of Simony."), der vermutlich um 1601/02 in Cambridge aufgeführt wurde, gibt es Anspielungen auf Troilus und Cressida.
Der spätestmögliche Zeitpunkt für den Abschluss von Shakespeares Arbeit an dem Werk, also der terminus a quo, ist durch eine Eintragung der Druckrechte im Stationers’ Register am 7. Februar 1602/03 gegeben. Dieser Eintrag im Stationers’ Register enthält den Vermerk, dass das Stück bereits von Lord Chamberlain’s Men aufgeführt worden sei. Der Autor wird in dem Eintrag nicht genannt, aber man nimmt gemeinhin an, dass es sich um Shakespeares Werk handelt. Die Druckrechte wurden dem Stationer James Roberts zugesprochen, eine Quarto aus den Jahren vor 1609 ist jedoch nicht erhalten.

## Textgeschichte

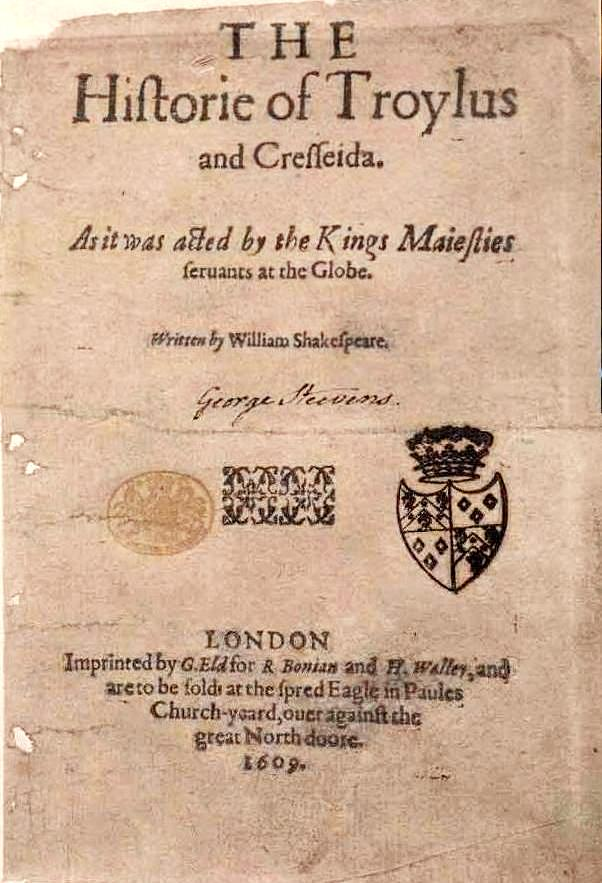
Titelseite der ersten Quarto (Qa) aus dem Jahre 1609.

Am 28. Januar 1608/09 wurde das Werk erneut im Hauptbuch der Stationer eingetragen. Richard Bonion und Henry Walleys hatten Roberts die Rechte abgekauft und veranlassten den Druck bei George Eld. Er besorgte zwei Versionen. Die erste wird first state Quarto (Qa) genannt. Im gleichen Jahr erschien eine zweite Druckversion (Qb), die sich nur im Titelblatt unterscheidet und um einen zwei Seiten langen Klappentext erweitert wurde. Von dieser Quarto existieren heute noch 15 Exemplare. Drei Kopien der first state Quarto (Qa) sind erhalten, elf von (Qb) und eine Quarto enthält kurioser Weise beide Titelblätter und den Klappentext. Die sogenannt Malone Copy in der Bodleian Library des British Museum enthält zwölf von 15 korrigierten Textvarianten, die sich in den überlieferten Quartos der ersten Auflage finden.
In der Folio-Ausgabe von 1623 steht das Stück nicht im Inhaltsverzeichnis, ist aber zwischen den Historien und Tragödien abgedruckt, möglicherweise weil es verspätet nachgeliefert wurde. Der Text weist zahlreiche Abweichungen zu der Fassung der Quarto-Ausgaben auf. Der Klappentext der Quarto Qb findet sich nicht in der Folioversion, ergänzt wurde aber eine Prolog.
Sowohl die beiden Quarto-Ausgaben als auch der Folio-Druck gelten der Kategorie nach grundsätzlich als gute oder zuverlässige Texte. Die Grundlage für die Quarto-Drucke von 1609 war mit großer Gewissheit eine Entwurfsfassung Shakespeares oder eine Abschrift eines solchen autoritativen Manuskriptes, da die für eine solche Druckvorlage typischen Merkmale wie Entzifferungsprobleme an schwer lesbaren Stellen und fehlende oder unklare und widersprüchliche Bühnenanweisungen offenkundig sind.
Dem Abdruck in der ersten Folio-Ausgabe von 1623 lag ein Exemplar des Quarto-Textes von 1609 mit Korrekturen aus einer Bühnenhandschrift der King’s Men als Druckvorlage zugrunde. Das Problem für heutige Herausgeber besteht darin, dass der Quarto- und der Foliotext trotz der vermuteten gleichen Herkunft erheblich voneinander abweichen. So finden sich an mehr als 500 Stellen Unterschiede, und der Foliotext ist darüber hinaus um etwa 45 Zeilen länger. Diese Abweichungen lassen sich kaum als Druckfehler erklären; daher ist es höchst wahrscheinlich, dass zumindest eine der Druckfassungen auf einer Grundlage beruht, deren Text revidiert worden ist. Aus heutiger Sicht kann jedoch nicht mehr zweifelsfrei geklärt werden, ob diese Veränderungen vom Verfasser selbst vorgenommen wurden oder aus dritter Hand stammen. Daher kann auch nicht mehr mit hinreichender Sicherheit festgestellt werden, ob die Quartofassung oder aber die Foliofassung dem authentischen Text aus Shakespeares eigener Feder näherkommt. Neuere Textherausgeber halten zumeist eine der Versionen für authentischer und verwenden sie als Textgrundlage, entscheiden sich aber an kritischen Stellen von Fall zu Fall jeweils entweder für die Folio- oder aber die Quarto-Lesart.

## Gattungsfragen und Werkstruktur
Troilus and Cressida unterscheidet sich von anderen Stücken Shakespeares in mancher Hinsicht. Auffällig ist vor allem, dass sich das Werk im Unterschied zu den meisten anderen Shakespeare-Dramen nicht in das klassische Schema der dramatischen Gattungen einfügen lässt. Da die Titelfiguren wie auch die meisten anderen Handlungsträger am Ende überleben, stellt das Stück im klassischen Sinne keine Tragödie dar. Ebenso wenig ist Troilus and Cressida eine Komödie, da die Protagonisten zwar überleben, jedoch nicht glücklich enden, weil es am Schluss keine Versöhnung und Harmonisierung in der Bühnengesellschaft gibt und das Stück keinesfalls lustig ist. Eine Einordnung in die Kategorie der Shakespeareschen Historien ist gleichfalls nicht möglich, insofern das Werk als solches nicht die englische Geschichte thematisiert.
Diese Problematik der Zuordnung bestand offensichtlich schon in der zeitgenössischen Rezeption. So wird das Werk in der Quartoausgabe von 1609 auf dem Titelblatt als The Historie of Troylus and Cressida bezeichnet, während es im Vorwort als Komödie dargestellt wird. In der ersten Folio-Ausgabe von 1623 wird das Stück als The Tragedie of Troylus and Cressida betitelt und unter den Tragödien eingeordnet, obwohl es zunächst zwischen den Tragödien und Historien eingefügt werden sollte. In moderneren Gesamtausgaben findet sich das Werk teils bei den Tragödien, teils bei den Komödien.
Die fehlende eindeutige Gattungsbezeichnung berührt dabei nicht allein die formale Zuordnung des Stückes zu einer Werkgruppe, sondern wirkt sich zugleich auf die Ausrichtung der interpretativen Betrachtungsweise und das grundsätzliche Werkverständnis aus. Versuche, für dieses Stück eine Sondergattung als dramatic satire (dramatische Satire) oder comical satire (komische Satire) zu etablieren, sind für die Auseinandersetzung mit dem Werk ebenso wenig hilfreich gewesen wie die Bezeichnung als problem play (Problemstück) und die damit verbundene Zurechnung zu einer Gruppe schwer einzuordnender Texte.

## Kritik und Interpretation

### Geschichte der Werkkritik
In der Rezeptionsgeschichte nimmt das Stück gleichermaßen eine Außenseiterrolle ein. Vor dem 20. Jahrhundert hat das Stück weder in der Theaterwelt noch bei den Kritikern in irgendeiner Weise größeres Interesse gefunden; es ist noch nicht einmal sicher belegt, ob das Werk zu Shakespeares Lebzeiten jemals öffentlich aufgeführt worden ist. Die ursprüngliche Titelseite der Quartoausgabe von 1609, auf der noch vermerkt war, dass Shakespeares Truppe das Stück im Globetheater aufgeführt habe, wurde herausgerissen und durch ein neues Titelblatt ersetzt, in dem nun die Behauptung aufgestellt wurde, das Werk sei in seiner originären Fassung noch nie auf einer Bühne aufgeführt worden und durch den Applaus der gemeinen Menge verunstaltet worden.
In der Restaurationszeit galt das Stück als unspielbar; so sah John Dryden in Shakespeares Werk einen heap of rubbish (Haufen Unfug), unter dem allerdings einiges Wertvolle verborgen sei, und fühlte sich veranlasst, ein völlig neues Stück über den gleichen Stoff zu schreiben. Seine Version fand jedoch ebenso wenig auf Dauer Anklang, und nahezu zwei Jahrhunderte lang wurde das Stück in der Bühnenrezeption nahezu vollständig ignoriert.
In der literarischen Kritik wurde das Werk in der Zwischenzeit gelegentlich teilweise mit positiven, teilweise mit negativen Beurteilungen, in aller Regel jedoch mit weitgehendem Desinteresse zur Kenntnis genommen. Sogar die bei anderen problematischen Werken obligatorischen Ansätze, die Autorenschaft Shakespeares in Frage zu stellen, fielen hier eher halbherzig aus.

### Interpretation
Erst im 20. Jahrhundert erwachte das Interesse an diesem Stück wie auch an anderen zuvor kaum beachteten Werken Shakespeares, nicht zuletzt auf dem Hintergrund, dass die Pfade der Beschäftigung mit den bekannten Dramen weitgehend ausgetreten waren. Allerdings ist bei keinem anderen Stück Shakespeares der Gegensatz zwischen der lange Zeit vorherrschenden Gleichgültigkeit und der neuen Zuwendung derart ausgeprägt.
In der Theaterwelt, aber auch bei den Literaturkritikern wurde Troilus and Cressida nunmehr als das modernste Shakespearestück entdeckt. Diese Modernität des Werkes zeige sich insbesondere in seiner Sicht der menschlichen Welt, die derjenigen des gegenwärtigen Zeitalters näher stehe oder näher zu stehen scheine als in anderen Shakespeare-Dramen. So werde in dem Stück eine heillose Welt ohne ein festes oder allgemein anerkanntes soziales Regelwerk von moralischen, intellektuellen oder politischen Werten und Normen dargestellt; die Bühnenwelt sei durch Korruption und Verfall allenthalben gekennzeichnet; die Figuren würden daher mit Zynismus, Desillusionierung oder Hoffnungslosigkeit auf das reagieren, was sie in dieser Welt erleben.
Diese Affinität zwischen Troilus and Cressida und dem modernen Zeitalter wurde eher im Theater erfasst und genutzt als in der Literaturkritik. Heute gehört das Stück anders als früher zu den häufiger aufgeführten Werken, wenngleich es bei den Theatermachern wesentlich beliebter ist als bei den Zuschauern. Für Regisseure ist das Werk nicht nur wegen seines Grundtones attraktiv, sondern auch weil es ein großes Potential für Umformungen und kreative Eingriffe bietet. Aufgrund der Textlänge ist das Werk ohne Kürzungen sowieso nicht spielbar; die lockere und zum Teil zerklüftete Struktur der Handlungsstränge und die Vielzahl der angeschnittenen Themen stellen zudem eine Herausforderung für eine eigene Regieleistung dar.
Zahlreiche und zumeist auch eindrucksvolle Inszenierungen bringen das Werk als ein Anti-Kriegsstück auf die Bühne, teilweise als grundlegende Parabel in einem antiken Milieu, teilweise zeitbezogen in einem aktualisierten Milieu oder Ambiente. Nachdrücklich herausgestellt wird in diesen Aufführungen die Kriegshandlung, in der die Helden sich als Feiglinge oder naive Dummköpfe erweisen und die Führer Rhetoriker sind, die ihren eigenen Worten keinen Glauben schenken, so dass die Liebe von vornherein keine Möglichkeit hat, sich zu entfalten.
Die Literaturkritik hat sich in den letzten Jahrzehnten umfassender und intensiver mit Troilus and Cressida befasst als mit vielen anderen Dramen Shakespeares, in den mitunter sehr langwierigen Diskussionen jedoch keine konsensfähigen Ergebnisse erzielt. Ein Grund hierfür liegt offenkundig in der Besonderheit des Stückes, das einen Zugang über vergleichende Analysen erschwert. Darüber hinaus fehlen innerdramatische Wertbegriffe als Orientierung für eine Interpretation sowie tragende Figuren, die als Führer oder Beurteiler der Ereignisse fungieren könnten. Die berühmte degree-Rede (Akt I, Szene 3) von Ulysses über die Ordnung der Welt hält er selber nur aus dem einfachen Grund, dass die bestehenden Ordnungssysteme in der dargestellten (Bühnen)Welt ihre Funktion als soziales Regulativ verloren haben. Trotz seiner klugen Sprüche erweist er sich im Übrigen als eher lavierender Politiker denn als eine verlässliche Autorität.
Weiterhin bietet Shakespeare in diesem Stück kaum Einblick in seine Charaktere und deren Motivation: Sie erklären sich oder ihr Verhalten und Empfinden nicht weiter, weder monologisch noch dialogisch; ebenso wenig finden sich deutende Erklärungen aus Sicht der übrigen mithandelnden Figuren.
In der Literaturkritik wurden zwar nacheinander eine Reihe zeittypischer Fragen gestellt, nach einer gewissen Zeit jedoch als nicht oder kaum beantwortbar völlig aufgegeben oder aber zumindest in den Hintergrund gestellt. Bis in die Mitte des 20. Jahrhunderts ist immer wieder lebhaft die Frage nach der Gattungszuordnung, ob nun Tragödie, Komödie, Satire oder problem play, aufgeworfen worden; diese Debatte ist jedoch mittlerweile ebenso zum Erliegen gekommen wie die Frage, ob die in dem Stück zum Tragen kommende Bitterkeit und der Pessimismus autobiografisch begründet seien.
Demgegenüber wird die Deutung der Charaktere auch heute immer noch vehement und kontrovers diskutiert, wobei die Charakterinterpretationen im Einzelnen stark schwanken. In der neueren literaturwissenschaftlichen Diskussion zeichnet sich im Ganzen eine Entwicklungslinie ab, in der anstelle einer Suche nach Unterschieden zwischen den positiv und negativ zu beurteilenden Charakteren vorherrschend die Auffassung vertreten wird, dass alle dramatischen Figuren in diesem Stück in einem gleichen moralischen Zwielicht zu sehen sind. Während Samuel Johnson beispielsweise noch Troilus als romantischen Liebhaber ohne jeglichen Tadel und Cressida als abscheuliche Hure deutete, sehen heutige Interpreten Troilus eher als einen Ich-bezogenen, in seine eigene Verliebtheit vernarrten und auf sein eigenes Vergnügen hin ausgerichteten Liebhaber und deuten Cressidas Verhalten als nicht schlechter oder treuloser als das der meisten Männer. Diesen Interpretationsansätzen zufolge hat sie sich durch den Einfluss oder die Einwirkungen ihrer Umwelt zu dem entwickelt, was sie ist.
Über lange Zeit haben Literaturwissenschaftler und Kritiker, die bestrebt waren, bei jedem Drama ein einheitliches Gestaltungsprinzip zu entdecken, verstärkt nach der dramatischen Grundstruktur des Werkes gesucht. Zumeist wurde dabei von einer Polarität des Stückes als Grundstruktur ausgegangen, entweder als Gegensatz zwischen der Emotionalität der Trojaner und der Intellektualität der Griechen oder als Widerspruch zwischen Schein und Sein beziehungsweise zwischen den sozialen Zwängen und dem individuellen Glücksstreben.
Wenngleich derartige Deutungsversuche möglicherweise einzelne Teilaspekte des Dramas erklären oder erhellen, so berühren sie aber stets nur einen kleinen Ausschnitt dieses themenreichen und vielgestaltigen Werkes. In jüngerer Zeit äußern sich einige Interpreten in vorsichtigerer Weise dahingehend, dass die undurchsichtige und verwirrende Form des Werkes wohl in optimaler Weise dem Dargestellten entspreche.
Jan Kott sieht in den Konfliktparteien des aus seiner Sicht hochpolitischen Stücks eine Anspielung auf den langen Kampf der Großmächte England und Spanien, der auch nach dem Untergang der Armada bis 1604 weiter tobte. 1601 war der Earl of Essex hingerichtet worden, der die Fortführung des Krieges befürwortet hatte. Die Griechen stehen für die nüchterne, behäbige, brutale Rationalität des englischen Kaufmannskapitals, die Trojaner für die überholten feudalen Ehrvorstellungen und absoluten Prinzipien der Spanier. Die Diskussionen ranken sich um Sinn oder Unsinn der Krieges: Die Griechen wissen, dass der Krieg um die Hure Helena geht; sie müssen sich nicht einbilden, dass sie für Treue und Ehre sterben wie dies Hektor tut, der wegen seines überkommenen Ehrbegriffs zu Tode kommt. Aber auch Cressida wird von Pandarus verschachert und damit zur Hure, wodurch der Krieg auch für die Trojaner vollends sinnlos erscheinen muss.

## Aufführungsgeschichte
„Troilus und Cressida“, das auch heute noch zu den eher selten gespielten Shakespeare-Stücken zählt, hat eine ungewöhnliche Aufführungsgeschichte. Ob es nach 1609 halböffentlich – in den Inns of Court – oder im privaten Rahmen gespielt oder vorgetragen wurde, wird in der Forschung unterschiedlich gesehen.
England und USA
Die im Vorwort der zweiten Druckversion der ersten Quarto-Ausgabe (Qb) aufgestellte Behauptung, das Stück sei „never staled with the stage, never clapper-clawed with the palmes of the vulgar“ (dt.: „noch nie von der Bühne und dem Klatschen vulgärer Hände besudelt worden“), gab und gibt Anlass zu unterschiedlichen Deutungen. Während es auf der Titelseite der ersten Druckversion Qa und im Stationers-Eintrag heißt, das Werk sei (im Globe) aufgeführt worden (… As it was acted by the Kings Maiesties seruants at the Globe.) legt der Klappentext ja nahe, es sei nicht aufgeführt worden. Dies könnte ein Hinweis darauf sein, dass es in einer privaten Aufführung, möglicherweise vor den Inns of Court, zu sehen war, oder aber, dass es wegen mangelnden Erfolgs in den öffentlichen Volkstheatern abgesetzt werden musste. Eventuell wurde aber auch eine Aufführung des Stückes durch die Zensur verboten, weil Shakespeares Zeichnung des Achilles als Spiegelung des Earl of Essex wahrgenommen wurde. Bemerkenswert ist in jedem Fall, dass Qb die literarischen Qualitäten des Werkes herausstellt und sich – ähnlich wie im Falle von King Lear Q1 – ausdrücklich an ein Lesepublikum wendet.
Eindeutig belegt ist erst eine Wiederaufführung des Stückes aus dem Jahre 1679, in der John Dryden in einer Adaption des Werkes mit dem Titel Truth Found too Late sich des sperrigen Stückes annahm und versuchte, eine bühnentaugliche Fassung zu schaffen, indem er das Drama in die Form einer genremäßig korrekten Tragödie umwandelte. Dabei griff er stark in das Handlungsgeschehen und die Tendenz des Stücks ein. Cressida heuchelt in Drydens Fassung nur ihr Interesse für Diomedes und begeht aus Verzweiflung über die Eifersucht von Troilus Selbstmord. Der Held rächt sich an seinem Rivalen und stirbt schließlich durch die Hand der Myrmidonen, was ihn mit Hektor gleichstellt. Diese Version als Tragödie mit dem gewaltsamen Tod von Troilus und Diomedes wurde bis 1733 regelmäßig gespielt, aber zwischen 1734 und 1898 nach heutigem Kenntnisstand nicht mehr aufgeführt. 1907 wurde dann am Great Queen Street Theatre in London erstmals wieder der Originaltext auf die Bühne gebracht; 1916 das Stück auch in den Vereinigten Staaten von der Yale Shakespeare Association in New Haven aufgeführt. In einer Inszenierung von William Poel aus dem Jahre 1912 in der King’s Hall in Covent Garden wurden Thersites, Paris und Aeneas durch Schauspielerinnen dargestellt, um die Effemination der Dramenwelt herauszustellen. In jüngerer Zeit wurde Troilus and Cressida als aktualisiertes Antikriegsstück erneut 1956 unter der Regie von Tyrone Guthrie und 1969 in der Inszenierung von John Barton sowie auf dem Kontinent 1979 in Zürich und in den USA während des Vietnamkriegs gespielt. Die Aufführung der Royal Shakespeare Company unter der Leitung von Sam Mendes im April 1990 rückte Pandarus als Kommentarfigur in den Vordergrund, während Barton 1976 und Howard Davies 1985 und 1989 in ihren Inszenierungen zuvor nochmals einen stark feministischen Akzent gesetzt hatten.
Deutschland
Eine erste Übertragung des Stückes ins Deutsche fertigte Johann Joachim Eschenburg 1775 bis 1782 an; für die Schlegel-Tieck-Ausgabe von 1832 übersetzte Wolf Heinrich von Baudissin das Werk. Die erste deutsche Aufführung fand 1895 in München am Gärtnerplatztheater statt, die eine historisch werkgetreue, kulissenlose Inszenierung mit Männern in Frauenrollen darbot. Bei den Heidelberger Festspielen 1929 wurde Troilus und Cressida am 7. August aufgeführt. Nach 1945 wurde Troilus und Cressida auch auf deutschen Bühnen als Antikriegsstück inszeniert, so in Dresden 1962 und am Thalia Theater in Hamburg 1970 unter der Leitung von Hans Hollmann. In der Aufführung der Münchener Kammerspiele 1986 wurden hingegen die Parallelen zwischen dem antiken Griechenland, dem elisabethanischen England und der Welt des späten 20. Jahrhunderts hervorgehoben.

## Adaptionen
Das Libretto in William Waltons Oper Troilus and Cressida greift weitgehend auf Chaucer zurück, wohingegen die sechs Spielszenen in Winfried Zilligs Musikdrama Troilus und Cressida die Shakespearesche Fassung als Vorlage verwenden. Sie werden mit einer siebensätzigen Symphonie für Orchester und Chor verflochten, deren Struktur einer griechischen Tragödie nachempfunden ist. Ebenso wird das Spielgeschehen ins Tragische umgewandelt. Cressida wendet sich nach der Trennung von Troilus zunächst Achill und nicht Diomedes zu, stürzt sich schließlich jedoch in den Scheiterhaufen, auf dem die Leiche von Troilus verbrannt wird.

## Verfilmungen
- 1954 Troilus and Cressida, TV-Film, Regie: George Rylands
- 1966 Troilus and  Cressida, TV-Film. Regie: Michael Croft und Bernard Hepton, in den Hauptrollen Timothy Black, Andrew Murray, Charlotte Womersley
- 1981 Troilus & Cressida, Regie: Jonathan Miller, in den Hauptrollen Charles Gray, Anton Lesser und Suzanne Burden

## Textausgaben
Englisch
- David M. Bevington (Hrsg.): William Shakespeare: Troilus and Cressida. Arden Third Series. Bloomsbury, London 2015 (revised Edition), ISBN 978-1-4725-8474-8.
- Anthony B. Dawson (Hrsg.): William Shakespeare: Troilus and Cressida. New Cambridge Shakespeare. Cambridge University Press, Cambridge 2003, ISBN 0-521-37619-X.
- Kenneth Muir (Hrsg.): William Shakespeare: Troilus and Cressida. Oxford Shakespeare. Oxford University Press, Oxford 1982, ISBN 0-19-953653-8.
- Jonathan Bate, Eric Rasmussen (Hrsg.): William Shakespeare: Troilus and Cressida. The RSC Shakespeare. MacMillan, London 2010. ISBN 978-0-230-27226-2

Deutsch, zweisprachig
- William Shakespeare: Troilus und Cressida. Zweisprachige Ausgabe. Neu übers. u. mit Anmerk. versehen von Frank Günther. Mit einem Essay u. Literaturhinweisen von Werner von Koppenfels. dtv, München 2002, ISBN 3-423-12755-4.
- William Shakespeare: Troilus and Cressida. Englisch-Deutsche Studienausgabe. Deutsche Prosafassung, Anmerkungen, Einleitung u. Kommentar von Werner Brönnimann-Egger. Stauffenburg, Tübingen 1986, ISBN 3-86057-552-X.

## Belege
1. ↑  Hier ist es: Virgil K. Whitaker (Hrsg.): Troilus and Cressida., in William Shakespeare, The Complete Works. Hrsg. Alfred Harbage (Baltimore 1969).
2. ↑  Kenneth Palmer (Hrsg.): William Shakespeare. Troilus and Cressida. The Arden Shakespeare. Second Series.  Methuen, New York 1982.
3. ↑  Frank Günther (Hrsg.): William Shakespeare: Troilus und Cressida. Zweisprachige Ausgabe. dtv, München 2002, 1, 1, 1–115.
4. ↑  Werner Brönnimann-Egger (Hrsg.): William Shakespeare: Troilus and Cressida. Troilus und Cressida. Englisch-deutsche Studienausgabe. Francke Verlag, Tübingen 1986, Szenenkommentar: S. 352–355.
5. ↑  Frank Günther (Hrsg.): William Shakespeare: Troilus und Cressida. Zweisprachige Ausgabe. dtv, München 2002, 1, 2, 1–285.
6. ↑  Werner Brönnimann-Egger (Hrsg.): William Shakespeare: Troilus and Cressida. Troilus und Cressida. Englisch-deutsche Studienausgabe. Francke Verlag, Tübingen 1986, Szenenkommentar: S. 355–358.
7. ↑  Frank Günther (Hrsg.): William Shakespeare: Troilus und Cressida. Zweisprachige Ausgabe. dtv, München 2002, 1, 3, 1–393.
8. ↑  Werner Brönnimann-Egger (Hrsg.): William Shakespeare: Troilus and Cressida. Troilus und Cressida. Englisch-deutsche Studienausgabe. Francke Verlag, Tübingen 1986, Szenenkommentar: S. 359–363.
9. ↑  Frank Günther (Hrsg.): William Shakespeare: Troilus und Cressida. Zweisprachige Ausgabe. dtv, München 2002, 2, 1, 1–128.
10. ↑  Werner Brönnimann-Egger (Hrsg.): William Shakespeare: Troilus and Cressida. Troilus und Cressida. Englisch-deutsche Studienausgabe. Francke Verlag, Tübingen 1986, Szenenkommentar: S. 363–365.
11. ↑  Frank Günther (Hrsg.): William Shakespeare: Troilus und Cressida. Zweisprachige Ausgabe. dtv, München 2002, 2, 2, 1–214.
12. ↑  Werner Brönnimann-Egger (Hrsg.): William Shakespeare: Troilus and Cressida. Troilus und Cressida. Englisch-deutsche Studienausgabe. Francke Verlag, Tübingen 1986, Szenenkommentar: S. 365–371.
13. ↑  Ina Schabert (Hrsg.): Shakespeare Handbuch. Kröner, 5. rev. Ausgabe, Stuttgart 2009, ISBN 978-3-520-38605-2, S. 437. Siehe auch Ulrich Suerbaum: Der Shakespeare-Führer. Reclam, Ditzingen 2006, ISBN 3-15-017663-8, 3. rev. Auflage 2015, ISBN 978-3-15-020395-8, S. 166 f. Vgl. ferner Richard S. Ide: Possessed with Greatness: The Heroic Tragedies of Chapman and Shakespeare. The University of North Carolina Press, Chapel Hill 1980. Siehe auch Hans-Dieter Gelfert: William Shakespeare in seiner Zeit. C. H. Beck Verlag, München 2014, ISBN 978-3-406-65919-5, S. 333. Vgl. ferner Anthony Davies: Troilus and Cressida. In: Michael Dobson, Stanley Wells (Hrsg.): The Oxford Companion to Shakespeare. Oxford University Press, Oxford 2001, 2. rev. Auflage 2015, ISBN 978-0-19-870873-5, S. 60. Davies verweist dabei im Detail auf anzunehmende Vorlagen für Shakespeares Werk.
14. ↑  Roberto Antonelli: The Birth of Criseyde – An Exemplary Triangle: 'Classical' Troilus and the Question of Love at the Anglo-Norman Court. In: Paolo Boitani (Hrsg.): The European Tragedy of Troilus. Clarendon Press, Oxford 1989, S. 21–48.
15. ↑  Kenneth Palmer (Hrsg.): Troilus and Cressida. The Arden Shakespeare. Second Series. Methuen, London 1982, ISBN 0-416-17790-5.
16. ↑  Geoffrey Bullough: Narrative and Dramatic Sources of Shakespeare. Columbia University Press, 1957, ISBN 0-231-08891-4. Siehe auch Anthony Davies: Troilus and Cressida. In: Michael Dobson, Stanley Wells (Hrsg.): The Oxford Companion to Shakespeare. Oxford University Press, Oxford 2001, 2. rev. Auflage 2015, ISBN 978-0-19-870873-5, S. 60.
17. ↑  Ina Schabert (Hrsg.): Shakespeare Handbuch. Kröner, 5. rev. Ausgabe, Stuttgart 2009, ISBN 978-3-520-38605-2, S. 437 f. Siehe auch Ulrich Suerbaum: Der Shakespeare-Führer. Reclam, Ditzingen 2006, ISBN 3-15-017663-8, 3. rev. Auflage 2015, ISBN 978-3-15-020395-8, S. 166 f.
18. ↑  Ina Schabert (Hrsg.): Shakespeare Handbuch. Kröner, 5. rev. Ausgabe, Stuttgart 2009, ISBN 978-3-520-38605-2, S. 440.
19. ↑  Michael Dobson, Stanley Wells (Hrsg.): The Oxford Companion to Shakespeare. Oxford University Press, Oxford 2001. S. 486.
20. ↑  Ina Schabert: Shakespeare Handbuch. Kröner, Stuttgart 2009, S. 437.
21. ↑  Kenneth Muir (Hrsg.): William Shakespeare: Troilus and Cressida. The Oxford Shakespeare. Oxford University Press, Oxford 1982, S. 5.
22. ↑  Vgl. hierzu: Kenneth Muir (Hrsg.): William Shakespeare: Troilus and Cressida. The Oxford Shakespeare. Oxford University Press, Oxford 1982, S. 18.
23. ↑  Anthony B. Dawson (Hrsg.): William Shakespeare: Troilus and Cressida. The New Cambridge Shakespeare. Cambridge University Press, Cambridge 2012, S. 6f. Siehe auch: Stationers online
24. ↑  Anthony B. Dawson (Hrsg.): William Shakespeare: Troilus and Cressida. The New Cambridge Shakespeare. Cambridge University Press, Cambridge 2012, S. 6f. Siehe auch: Stationers online.
25. ↑  Anthony B. Dawson (Hrsg.): William Shakespeare: Troilus and Cressida. The New Cambridge Shakespeare. Cambridge University Press, Cambridge 2012, S. 7. O that Ben Ionson is a pestilent fellow, he brought up Horace giuing the Poets a pill (Anspielung auf "Poetaster"), but our fellow Shakespeare hath giuen him a purge (Anspielung auf Ajax) that made hin beray his credit. Ajax als Abführmittel zu bezeichnen bezieht sich auf das Wortspiel Ajax/a jakes = Abort auf das Brönnimann und Frank Günther hinweisen. Siehe Frank Günther (Hrsg.): William Shakespeare: Troilus und Cressida. Zweisprachige Ausgabe. dtv, München 2002, S. 73 und 295 und Werner Brönnimann-Egger (Hrsg.): William Shakespeare: Troilus and Cressida. Troilus und Cressida. Englisch-deutsche Studienausgabe. Francke Verlag, Tübingen 1986, S. 119. Der früheste Hinweis auf diesen hoary pun (Kalauer) findet sich bei Alice Walker: Textual Problems of the First Folio: Richard III, King Lear, Troilus and Cressida, 2 Henry VI, Othello. Cambridge 1953. Vgl. hierzu: Kenneth Muir (Hrsg.): William Shakespeare: Troilus and Cressida. The Oxford Shakespeare. Oxford University Press, Oxford 1982, S. 195.
26. ↑  David M. Bevington (Hrsg.): William Shakespeare: Troilus and Cressida. Arden Third Series. Bloomsbury, London 2015 (revised Edition), S. 433. In elisabethanischer Zeit fand der Jahreswechsel zu Ende Februar statt, weshalb ein Eintrag mit dem Datum "Februar 1602" kalendarisch in das Jahr 1603 fällt. Der Eintrag lautet: mr. (Master) Robertes. Ent'ed for his copie in Full Court holden this day. to print when he hath (has) gotten sufficient aucthority for yt (it). The booke of Troilus and Cresseda as yt is acted by my lo: Chamberlens Men. Siehe auch: Stationers Online
27. ↑  Anthony B. Dawson (Hrsg.): William Shakespeare: Troilus and Cressida. The New Cambridge Shakespeare. Cambridge University Press, Cambridge 2012, S. 6: "... but there is general agreement among Scholars that this entry refers to Shakepeare's Play."
28. ↑  Die Annahme, es handele sich bei dem Eintrag um ein blocking entry, mit dem Roberts sich die Rechte gegen Textpiraten sichern wollte, wird von vielen heutigen Autoren aufgrund der Kritik von Peter Blayney (Peter W. M. Blayney: The Publication of playbooks., in: John D. Cox and David Scott Kastan (ed.):  A New History of Early English Drama. New York 1997.) an den Arbeiten von Greg und Pollard nicht mehr geteilt.
29. ↑  David M. Bevington (Hrsg.): William Shakespeare: Troilus and Cressida. Arden Third Series. Bloomsbury, London 2015 (revised Edition), S. 434. Der Eintrag lautet: Ri.Bonion Henry Walleys Entred for their Copy vnder (under) thandes (the Hands) of mr. (Master) Segar deputy to Sr (Sir) Geo. (George) Bucke and mr. ward. (Master Warden) Lownes (Humphrey Lownes) a booke called. The history of Troylus and Cressida. Siehe auch:  Stationers Online
30. ↑  David M. Bevington (Hrsg.): William Shakespeare: Troilus and Cressida. Arden Third Series. Bloomsbury, London 2015 (revised Edition), S. 434. Anders Dawson: Anthony B. Dawson (Hrsg.): William Shakespeare: Troilus and Cressida. The New Cambridge Shakespeare. Cambridge University Press, Cambridge 2012, S. 6. Er sagt: "Roberts probably sold the right to print Tro. (Troilus and Cressida) to George Eld, ..."
31. ↑  Auf ihrer Titelseite (also der ersten Druckversion aus dem Jahre 1609) heißt es dann: Imprinted by G. Eld for R. Bonian and H. Walley, and are to be sold at the spred Eagle in Paules Church-yeard, ouer against the great North doore. 1609.
32. ↑  David M. Bevington (Hrsg.): William Shakespeare: Troilus and Cressida. Arden Third Series. Bloomsbury, London 2015 (revised Edition), S. 435. Im Titel heißt es nun: THE Famous Historie of Troylus and Cresseid Exzellently expressing the beginning of their loues, with the conceited wooing of Pandarus Prince of Licia. Written by William Shakespeare.
33. ↑  Kenneth Muir (Hrsg.): William Shakespeare: Troilus and Cressida. The Oxford Shakespeare. Oxford University Press, Oxford 1982, S. 2.
34. ↑  Die erhaltenen Quartos von Troilus und Cressida sind damit eine wichtige Quelle für das Verständnis des proofreading in einer elisabethanischen Druckwerkstatt. Harold N. Hillebrand and T. W. Baldwin: Troilus und Cressida, The New Variorum edition of Shakespeare.  Philadelphia and London 1953. Zitiert nach: Kenneth Muir (Hrsg.): William Shakespeare: Troilus and Cressida. The Oxford Shakespeare. Oxford University Press, Oxford 1982, S. 2.
35. ↑  W. W. Greg: The Printing of Shakespeare's „Troilus and Cressida“ in the First Folio. In: Papers of the Bibliographical Society of America. Band 45, 1951, S. 273–282.
36. ↑  Vgl. Michael Dobson, Stanley Wells (Hrsg.): The Oxford Companion to Shakespeare. Oxford University Press, 2. Ausgabe, Oxford 2015, ISBN 978-0-19-870873-5, S. 360. Siehe Ina Schabert (Hrsg.): Shakespeare Handbuch. Kröner, 5. rev. Ausgabe, Stuttgart 2009, ISBN 978-3-520-38605-2, S. 437. Vgl. auch Ulrich Suerbaum: Der Shakespeare-Führer. Reclam, Ditzingen 2006, ISBN 3-15-017663-8, 3. rev. Auflage 2015, ISBN 978-3-15-020395-8, S. 167. Siehe ebenso Michael Dobson, Stanley Wells (Hrsg.): The Oxford Companion to Shakespeare. Oxford University Press, 2. Ausgabe, Oxford 2015, ISBN 978-0-19-870873-5, S. 360.
37. ↑  Ulrich Suerbaum: Der Shakespeare-Führer. Reclam, Ditzingen 2006, ISBN 3-15-017663-8, 3. rev. Auflage 2015, ISBN 978-3-15-020395-8, S. 167 f.
38. ↑  Vgl. Ulrich Suerbaum: Der Shakespeare-Führer. Reclam, Ditzingen 2006, ISBN 3-15-017663-8, 3. rev. Auflage 2015, ISBN 978-3-15-020395-8, S. 168 f.
39. ↑  So Jan Kott 2013, S. 101 ff.
40. ↑  Vgl. dazu Ulrich Suerbaum: Der Shakespeare-Führer. Reclam, Ditzingen 2006, ISBN 3-15-017663-8, 3. rev. Auflage 2015, ISBN 978-3-15-020395-8, S. 169 ff.
41. ↑  Vgl. dazu eingehend Ulrich Suerbaum: Der Shakespeare-Führer. Reclam, Ditzingen 2006, ISBN 3-15-017663-8, 3. rev. Auflage 2015, ISBN 978-3-15-020395-8, S. 170 ff.
42. ↑  Vgl. dazu eingehend Ulrich Suerbaum: Der Shakespeare-Führer. Reclam, Ditzingen 2006, ISBN 3-15-017663-8, 3. rev. Auflage 2015, ISBN 978-3-15-020395-8, S. 171 f.
43. ↑  Jan Kott: Shakespeare heute, dt. 1970. 3. Auflage Berlin, Köln 2013, S. 104–107.
44. ↑  Phebe Jensen: The Textual Politics of 'Troilus and Cressida'. In: Shakespeare Quarterly. Vol. 46, 1995, S. 414–423.
45. ↑  Ina Schabert (Hrsg.): Shakespeare Handbuch. Kröner, 5. rev. Ausgabe, Stuttgart 2009, ISBN 978-3-520-38605-2, S. 437. Vgl. auch Ulrich Suerbaum: Der Shakespeare-Führer. Reclam, Ditzingen 2006, ISBN 3-15-017663-8, 3. rev. Auflage 2015, ISBN 978-3-15-020395-8, S. 167. Siehe ebenso Michael Dobson, Stanley Wells (Hrsg.): The Oxford Companion to Shakespeare. Oxford University Press, 2. Ausgabe, Oxford 2015, ISBN 978-0-19-870873-5, S. 360. Vgl. ferner Hans-Dieter Gelfert: William Shakespeare in seiner Zeit. C. H. Beck Verlag, München 2014, ISBN 978-3-406-65919-5, S. 333 sowie Anthony Davies: Troilus and Cressida. In: Michael Dobson, Stanley Wells (Hrsg.): The Oxford Companion to Shakespeare. Oxford University Press, 2. Ausgabe, Oxford 2015, ISBN 978-0-19-870873-5, S. 360.
46. ↑  David M. Bevington (Hrsg.): William Shakespeare: Troilus and Cressida. Arden Third Series. Bloomsbury, London 2015 (revised Edition), S. 435.
47. ↑  Anthony B. Dawson: Troilus and Cressida. Introduction. Cambridge 2003, S. 2. Siehe auch Ina Schabert (Hrsg.): Shakespeare Handbuch. Kröner, 5. rev. Ausgabe, Stuttgart 2009, ISBN 978-3-520-38605-2, S. 440.
48. ↑  Ina Schabert (Hrsg.): Shakespeare Handbuch. Kröner, 5. rev. Ausgabe, Stuttgart 2009, ISBN 978-3-520-38605-2, S. 441 sowie Anthony Davies: Troilus and Cressida. In: Stanley Wells, Gary Taylor: William Shakespeare: A Textual Companion. Oxford University Press, Oxford 1987, rev. Neuausgabe 2001, ISBN 978-0-19-870873-5, S. 363 f. Siehe zu der Inszenierung von Mendes auch Performance Details - Troilus and Cressida (Memento des Originals vom 29. August 2017 im Internet Archive)  Info: Der Archivlink wurde automatisch eingesetzt und noch nicht geprüft. Bitte prüfe Original- und Archivlink gemäß Anleitung und entferne dann diesen Hinweis.. Abgerufen am 29. August 2017.
49. ↑  Ina Schabert (Hrsg.): Shakespeare Handbuch. Kröner, 5. rev. Ausgabe, Stuttgart 2009, ISBN 978-3-520-38605-2, S. 441.
50. ↑  Ina Schabert (Hrsg.): Shakespeare Handbuch. Kröner, 5. rev. Ausgabe, Stuttgart 2009, ISBN 978-3-520-38605-2, S. 441.